# Francesco Panetta
Francesco Panetta (Siderno, 10 de janeiro de 1963) é uma antigo atleta italiano, especialista em corridas de meio-fundo longo, principalmente os 3000 metros com obstáculos. Foi nesta prova que se sagrou campeão do mundo, em Roma, no ano de 1987.

## Biografia
No ano de 1986, Francesco Panetta alcançou a medalha de prata dos 3000 metros com obstáculos nos Campeonatos Europeus de Estugarda, terminando a apenas 20 centésimos de Hagen Melzer. Porém, no ano seguinte, consegue vingar-se do alemão oriental, impondo a vitória nos Campeonatos do Mundo de 1987, em Roma. com um tempo de 8:08.57, o italiano estabelece a melhor marca da sua carreira e assina um novo recorde dos campeonatos. Na mesma edição dos campeonatos, e perante o seu público, Panetta obtém uma segunda medalha, ao terminar em segundo lugar a final dos 10000 metros, atrás do queniano Paul Kipkoech. 
Depois de um decepcionante nono lugar na final dos Jogos Olímpicos de Seul, Panetta alcança em 1990, em Split, o título de Campeão da Europa dos 3000 metros com obstáculos, vencendo o britânico Mark Rowland e o seu compatriota Alessandro Lambruschini.
Ao longo da sua carreira, Francesco Panetta obteve vários recordes da Itália, nomeadamente os de 3000 metros e de 10000 metros, para além do da sua prova preferida.

## Melhores marcas pessoais
| Prova                      | Data                  | Local                 | Marca    |
| -------------------------- | --------------------- | --------------------- | -------- |
| 1500 metros                | 1987                  |                       | 3:39.88  |
| 3000 metros                | 6 de julho de 1994    | Lausanne, Suíça       | 7:46.48  |
| 5000 metros                | 4 de agosto de 1993   | Zurique, Suíça        | 13:06.76 |
| 10000 metros               | 29 de junho de 1989   | Helsínquia, Finlândia | 27:24.16 |
| 3000 metros com obstáculos | 5 de setembro de 1987 | Roma, Itália          | 8:08.57  |
| Meia maratona              | 1989                  | 1h01'53"              |          |
| Maratona                   | 1996                  | 2h15'15"              |          |